# Hemidactylus macropholis
Hemidactylus macropholis este o specie de șopârle din genul Hemidactylus, familia Gekkonidae, descrisă de Boulenger 1896. Conform Catalogue of Life specia Hemidactylus macropholis nu are subspecii cunoscute.